# NUANCE
NUANCE je obchodní značka české firmy NUANCE svatební dům, s.r.o. zabývající se výrobou svatebních a společenských šatů a provozem svatebního domu, který sdružuje více svatebních oborů. NUANCE svatební dům má licenci španělského koncernu Pronovias Barcelona pro český trh. V NUANCE svatebním domě jsou poskytovány služby související se svatbou, zejména prodej svatebních a společenských šatů vlastní značky a Pronovias, prodej pánských obleků, prodej obuvi, výroba a prodej snubních prstenů, výroba a prodej šatů, doplňků a dekorací, výroba a prodej svatebního cukroví, realizace květinových dekorací. Zastřešení několika svatebních oborů formou butiků pod jedním logem je inovativním původním projektem NUANCE Wedding Group, s.r.o.

## Historie
Firma NUANCE vznikla roku 1990 v Sedlčanech, pod názvem Quercy. Svou první provozovnu otevřela ve vestibulu kina tamtéž. Vyráběla, prodávala a pronajímala společenský sortiment a jeho část dovážela z Ruska a Polska. V roce 1992 přesídlila do Příbrami, získala licenci pařížské firmy Pronuptia pro ČR a opustila název Quercy i společenské oděvy ruské a polské provenience. V roce 1995 zřídila s Pronuptia de Paris pobočky v Českých Budějovicích a Ústí nad Labem, roku 2001 v Liberci, a byla do roku 2006 součástí franšízové sítě s 11 pobočkami v ČR a SR: Praha (2x), Příbram, České Budějovice, Jičín, Ústí nad Labem, Liberec, Ostrava, Brno, Banská Bystrica, Bratislava.
V roce 2009 získala NUANCE licenci toho času největšího evropského výrobce svatebních šatů, španělské firmy Pronovias, a zřídila svatební dům, první svého druhu v ČR, v Praze na Národní třídě. V roce 2010 vyhodnotila redaktorka iDnes Dvořáková-Lešková tento salón jako nejlepší ze sedmi testovaných v Praze.
V letech 1995 - 2021 měla NUANCE pobočku v Českých Budějovicích a 2021 - 2024 v Plzni. 20 let vydávala časopis svatební magazín, ve kterém publikovala aktuální kolekce svatebních šatů a rozhovory se známými osobnostmi.
Pod jménem NUANCE probíhal do roku 2015 každoročně běžecký závod NUANCE half marathon a svatební veletrh v Hluboké nad Vltavou.

## Logo firmy
Logo NUANCE evokuje turistickou značku se zlatým středem. Jméno NUANCE je registrovaná slovní i grafická ochranná známka, zapsaná ÚPV v Praze. O ochrannou známku se NUANCE Wedding Group, s.r.o. dělí napůl s firmou NUANCE svatební dům, s.r.o.

## Současnost
Firma NUANCE provozuje od roku 2009 - dosud svatební dům v Praze a je v ČR prvním dealerem svatebních šatů třídy Haute Couture, značky Atelier Pronovias Barcelona. Svatební dům v Praze vlastní od roku 2013 firma NUANCE svatební dům, s.r.o.